# Groupe de NGC 2442
Le groupe de NGC 2442 comprend au moins quatre galaxies situées dans la constellation du Poisson volant. La distance moyenne entre ce groupe et la Voie lactée est d'environ 20,0 Mpc (∼65,2 millions d'al). 

## Membres
Le tableau ci-dessous liste les trois galaxies qui sont indiquées sur le site « Un Atlas de l'Univers » créé par Richard Powell. Ce groupe est aussi mentionné dans un article d'A.M. Garcia publié en 1993, mais ce dernier lui ajoute la galaxie PGC 20690.  
| Nom       | Classification | Type                     | α (J2000.0)   | δ (J2000.0)  | Vitesse radiale (km/s) | Magnitude apparente | Distance (Mpc) | Diamètre (kal) |
| --------- | -------------- | ------------------------ | ------------- | ------------ | ---------------------- | ------------------- | -------------- | -------------- |
| NGC 2442  | SAB(s)bc pec   | Spirale intermédiaire    | 07h 36m 23.8s | -69° 31′ 51″ | 1466 ± 5               | 10,4                | 23,4 ± 1,6     | 155            |
| NGC 2397  | SAB(rs)b       | Spirale intermédiaire    | 07h 21m 20.0s | -69° 00′ 05″ | 1355 ± 10              | 11,8                | 21,7 ± 1,5     | 74             |
| NGC 2434  | E0-1           | Elliptique               | 07h 34m 51.1s | -69° 17′ 03″ | 1390 ± 27              | 11,2                | 22,3 ± 1,6     | 102            |
| PGC 20690 | IB(s)m         | Irrégulière magellanique | 07h 19m 50.8s | -72° 43′ 28″ | 1507 ± 27              | 16,1                | 23,7 ± 1,7     | 40             |

Le site DeepskyLog permet de trouver aisément les constellations des galaxies mentionnées dans ce tableau ou si elles ne s'y trouvent pas, l'outil du site constellation permet de le faire à l'aide des coordonnées de la galaxie. Sauf indication contraire, les données proviennent du site NASA/IPAC.